# Nikola Kočović
Nikola Kočović (in serbo Никола Кочовић?; Čačak, 17 aprile 1996) è un cestista serbo.